# Fujita Haruko
Fujita Haruko (藤田晴子?  25 de febrero de 1918-10 de octubre de 2001) fue una pianista, profesora, crítica musical y jurista japonesa. Nacida en una familia de juristas, se convirtió en una de las principales pianistas japonesas de la década de 1930. Después de la Guerra del Pacífico, pasó de la música a la jurisprudencia, convirtiéndose en una de las primeras estudiantes inscritas en la Universidad de Tokio. En su vida posterior, trabajó principalmente como académica, crítica musical y estudiosa constitucional.

## Biografía
Fujita nació en Tokio en 1918; su padre era un abogado internacional. En 1923, ella y su familia se mudaron a Leipzig, Alemania, donde aprendió alemán con fluidez. Más adelante en su vida, también aprendió a hablar inglés, francés e italiano con fluidez.
En 1930 Fujita comenzó a estudiar piano con Leo Sirota, quien había emigrado a Japón con su familia en 1929. En 1931, su padre enfermó, lo que puso a prueba las finanzas de su familia. Sirota se comprometió a apoyar el desarrollo de sus talentos y le enseñó de forma gratuita. Más tarde, cuando Fujita se estaba preparando para su recital de debut público, la esposa de Sirota mostró su apoyo al regalarle un vestido de concierto. El padre de Fujita murió en mayo de 1945.
Durante la década de 1930, Fujita ascendió al frente de los pianistas japoneses. En 1936, Fujita fue finalista en la división de piano de la quinta Competición Musical de Japón (ja). El concurso de 1937 fue cancelado debido al estallido de la segunda guerra sino-japonesa, pero compartió el primer premio con Tanaka Sonoko (ja) cuando se reanudó en 1938. En 1941, su Nippon Victor grabó Japanese Fantasia para piano y orquesta de Yamamoto Naotada (ja). recibió el Premio del Ministerio de Educación. También fue miembro de un trío de piano con el violinista Suzuki Shinichi y su hermano violonchelista Fumio, que fundaron en 1937.
Después del comienzo de la Guerra del Pacífico, Fujita se convirtió en un solista frecuente en conciertos con la Orquesta Sinfónica de Tokio. Cuando a su maestro Sirota se le prohibió actuar en público debido a su herencia judía, a Fujita se le pidió abruptamente que lo sustituyera en una interpretación del Concierto para piano n.° 5 de Ludwig van Beethoven en Yokohama. Cuando Sirota y su esposa fueron reubicados a la fuerza en Karuizawa en 1944, Fujita mantuvo a su antigua maestra abastecida con raciones de alimentos. Después de la guerra en 1946, Fujita hizo campaña sin éxito para que Sirota permaneciera en Japón.
Los estilos cambiantes de la interpretación del piano desilusionaron a Fujita. Se matriculó en la Facultad de Derecho de la Universidad de Tokio, convirtiéndose en una de las primeras 19 alumnas de la institución. Después de graduarse en 1949, trabajó como asistente de investigación en la Universidad de Tokio, luego como bibliotecaria en la Biblioteca Nacional de la Dieta; fue ascendida a directora de la Oficina de Administración Política en 1966. Después de retirarse de su puesto en la Biblioteca Nacional de la Dieta, Fujita se unió a la facultad de la Universidad Internacional de Yachiyo. También fue una respetada académica constitucional y crítica musical.
Fujita recibió la Orden del Tesoro Sagrado, 3.ª clase, en 1988. Murió el 20 de octubre de 2001.

## Legado
En 2009, se inauguró el Museo Conmemorativo Fujita Haruko en Hachimantai, Iwate.